# 大西馬金斯科耶湖

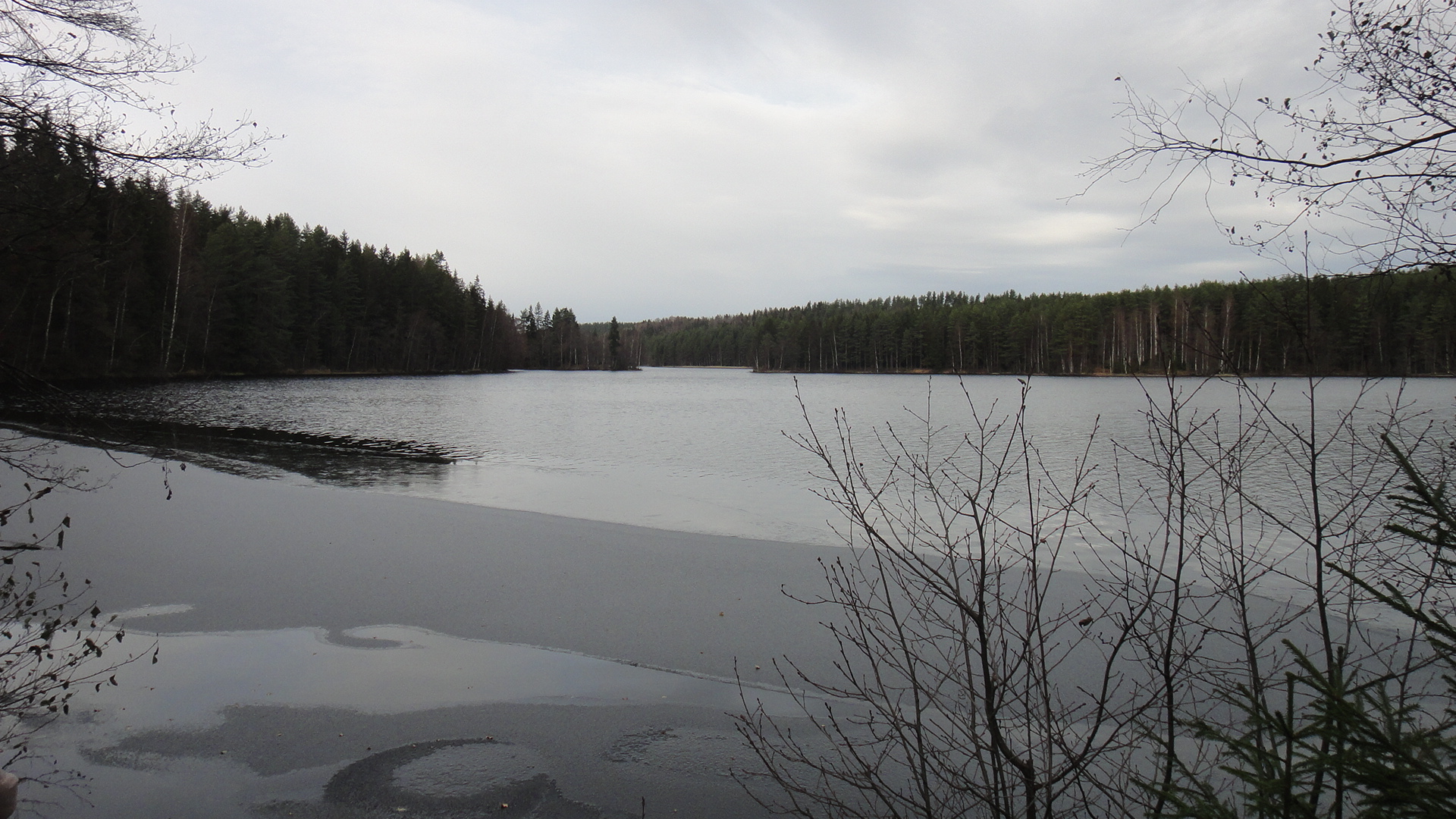

大西馬金斯科耶湖（俄语：Большое Симагинское озеро），是俄羅斯的湖泊，位於該國西北部，由列寧格勒州負責管轄，長2.5公里、寬1公里，面積2.6平方公里，海拔高度39米，面積2.6平方公里，集水區面積97.5平方公里。